# ヒルビリー・ジム
ヒルビリー・ジム（Hillbilly Jim、本名：James Morris、1952年7月5日 - ）は、アメリカ合衆国の元プロレスラー。ケンタッキー州ルイビル出身。
オーバーオールを身に着けた農夫スタイルの大型ベビーフェイスとして、1980年代中盤から1990年代初頭にかけてのWWFで活動した。

## 来歴
キャリア初期は本名のジム・モリス（Jim Morris）名義で活動。1983年にはスチュ・ハートが主宰していたカナダ・アルバータ州カルガリーのスタンピード・レスリングに出場、ミスター・ヒトや若手時代のブレット・ハートと組んでアーチー・ゴルディーとも対戦している。
1984年より、バイカー・ギミックのハーレー・ダビッドソン（Harley Davidson）としてテネシー州メンフィスのCWAに参戦。ポークチョップ・キャッシュ、アンジェロ・ポッフォ、ジプシー・ジョー、トージョー・ヤマモト、ランディ・サベージ、ジョー・ルダック、ココ・ウェア、ノーベル・オースチン、リック・ルード、キング・コンガ、ザ・ムーンドッグスなどと対戦し、バグジー・マグローやオースチン・アイドルともタッグを組んだ。
1984年12月、ヒルビリー・ジム（Hillbilly Jim）のリングネームでWWFに登場。ヘイスタック・カルホーン系のカントリーボーイ・スタイルにギミックを変更し、12月17日のTVテーピングにてテリー・ギッブスを下してWWFデビューを果たす。以降、ハルク・ホーガンのトレーニングを受けたという設定のもと、アンドレ・ザ・ジャイアントのパートナーにも起用されてキングコング・バンディ&ビッグ・ジョン・スタッドと大型抗争を展開。1985年下期からはアンクル・エルマー、カズン・ジュニア、カズン・ルークらとヒルビリー・ファミリー（The Hillbilly Family）なるユニットを結成、リーダー格となって活躍した。

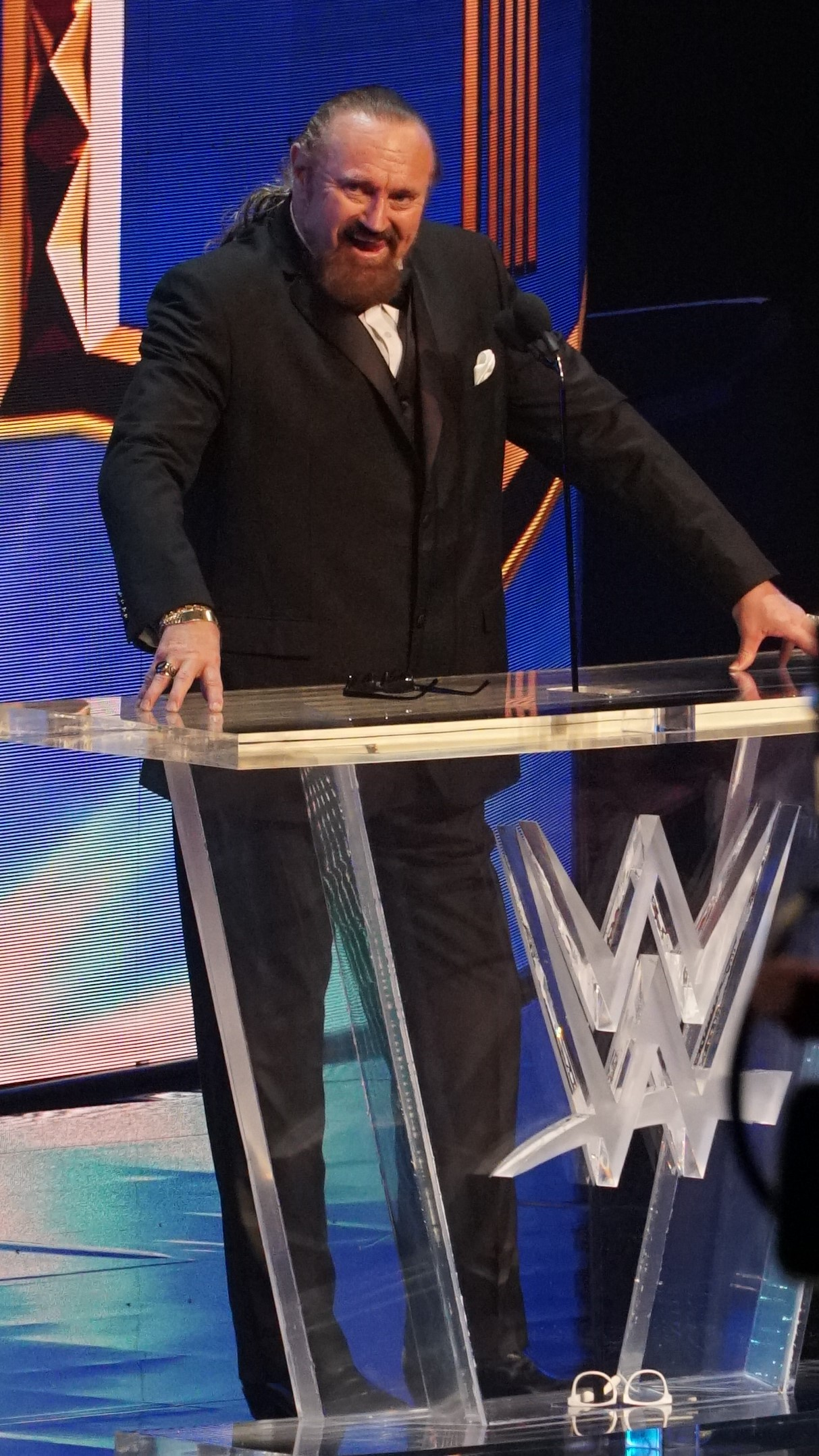
WWE殿堂入り式典
（2018年）

シングルではドン・ムラコのマネージャーだったミスター・フジと抗争、1986年10月から12月にかけて、タキシード・マッチによる両者の連戦が行われている。1987年3月29日のレッスルマニアIIIでは、ミゼット・レスラーを交えた6人タッグマッチでバンディと対戦。1988年11月24日のサバイバー・シリーズ88ではホーガン&サベージのメガ・パワーズのチームメンバーとなり、テッド・デビアス、ビッグ・ボスマン、アキーム、キング・ハク、レッド・ルースターのチームと対戦した。
セミリタイア後の1990年からはWWFのメディア部門にてビデオソフトの販売促進などを担当。1996年にはザ・ゴッドウィンズ（ヘンリー・O・ゴッドウィン&フィニアス・I・ゴッドウィン）のマネージャーとしてリングサイドに復帰した。2001年4月1日にはレッスルマニアX-Sevenで行われたギミック・バトルロイヤルに出場。以降、2000年代はレッスルマニアのファンイベント『レッスルマニア・アクセス』のレジェンド・ホストを務めた。その後は2012年4月10日、バージニア州ハンプトンで収録されたスマックダウンに、ダスティ・ローデス、ロディ・パイパー、ジム・ドゥガン、サージェント・スローター、パット・パターソン、トニー・アトラス、ジミー・ハートらと共にレジェンドの1人として出演している。
2018年3月5日、WWE殿堂に迎えられることが発表された。4月6日にルイジアナ州ニューオーリンズのスムージー・キング・センターで開催された式典では、ジミー・ハートがインダクターを務めた。

## 得意技
- レッグ・ドロップ
- ビッグ・ブート
- ベアハッグ